# Чорна чагарниця
Чорна чагарни́ця (Melanocichla) — рід горобцеподібних птахів родини тимелієвих (Timaliidae). Представники цього роду мешкають в Південно-Східної Азії.

## Види
Виділяють два види:
- Чагарниця чорна (Melanocichla lugubris)
- Чагарниця червонодзьоба (Melanocichla calva)[5]

## Етимологія
Наукова назва роду Melanocichla походить від сполучення слів дав.-гр. μελας — чорний і κιχλη — дрізд.